# Campeonato Paraibano Terceira Divisão 2024
In 2024 werd de zesde editie van het Campeonato Paraibano Terceira Divisão gespeeld voor voetbalclubs uit de Braziliaanse staat Paraíba. De competitie werd georganiseerd door de FPF en werd gespeeld van 30 november tot 15 december. Miramar werd kampioen.
Serrano verhuisde naar Monteiro en speelde dit jaar als Socremo Serrano. Femar verhuisde naar Bayeux. 

## Eerste fase
| Plaats | Club            | Wed. | W | G | V | Saldo | Ptn. |
| ------ | --------------- | ---- | - | - | - | ----- | ---- |
| 1.     | Socremo Serrano | 3    | 3 | 0 | 0 | 7:2   | 9    |
| 2.     | Miramar         | 3    | 2 | 0 | 1 | 5:4   | 6    |
| 3.     | Sabugy          | 3    | 1 | 0 | 2 | 5:5   | 3    |
| 4.     | Femar           | 3    | 0 | 0 | 3 | 1:7   | 0    |

|  | Geplaatst voor finale en promotie naar Segunda Divisão 2025 |

## Finale
|                   |                 |       |         |                     |
| 15 december 16:30 | Socremo Serrano | 1 – 1 | Miramar | Municipal, Monteiro |
| 15 december 16:30 |                 |       |         | Municipal, Monteiro |
| 15 december 16:30 | Strafschoppen   |       |         | Municipal, Monteiro |
| 15 december 16:30 | 3 -4            |       |         | Municipal, Monteiro |

### Kampioen
| Campeonato Paraibano de 2024 - Terceira Divisão |
| Paraíba                                         |
| ----------------------------------------------- |
| MIRAMAR Kampioen (1° titel)                     |